# Richard Měhýž
Richard Měhýž, též Richard Mehýž (20. září 1916 – ???), byl český a československý politik Komunistické strany Československa a poúnorový poslanec Národního shromáždění ČSR a Národního shromáždění ČSSR.

## Biografie
Ve volbách roku 1954 byl zvolen do Národního shromáždění ve volebním obvodu Valašské Klobouky jako bezpartijní poslanec, později v průběhu výkonu mandátu uváděn jako člen KSČ. Mandát obhájil ve volbách v roce 1960 (nyní již jako poslanec Národního shromáždění ČSSR za Jihomoravský kraj). V parlamentu setrval až do konce funkčního období, tedy do voleb roku 1964.
Bydlel v obci Slavičín a pracoval jako frézař ve Valašských strojírnách ve Slavičíně.